# 五葉山芹菜
五葉山芹菜（学名：Sanicula petagnioides）为伞形科变豆菜属的植物，为台灣的特有植物。分布于台灣海拔2,500至2,700（8,200至8,900英尺）的地区，常生长在山坡林下，目前尚未由人工引种栽培，花序6－8朵花、雄花5－7朵。

## 扩展阅读
- 維基物種上的相關：五葉山芹菜
- 维基共享资源上的相關多媒體資源：五葉山芹菜
- . 數位典藏.   [2016-04-24].